# Dread Zeppelin
A Dread Zeppelin egy parodisztikus, humoros jellegű együttes. Tagjai: Tortelvis, Put-Mon, Butt-Boy, Spice, Bob Knarley, Ziggy Knarley és Charlie Haj. A tagok eredeti nevei ismeretlenek.
1989-ben alakultak meg a kaliforniai Sierra Madréban. A zenekar a Led Zeppelin számait játssza el reggae formában. A nevük is erre utal. A jelenlegi és a volt tagok többségének neve utalás híres személyekre, vagy csak sima szójátékok.Az énekes Tortelvis Elvis Presley-imitátor. Pályafutásuk alatt 16 nagylemezt, öt koncertalbumot, három DVD-t és két kazettán megjelent középlemezt dobtak piacra.

## Diszkográfia
- Un-Led-Ed (1990)
- 5.000* *Tortelvis Fans Can't Be Wrong (1991)
- Rock'n'Roll (1991)
- It's Not Unusual (1992)
- Hot and Spicy Beanburger (1993)
- The First No-Elvis (1994)
- No Quarter Pounder (1995)
- The Fun Sessions (1996)
- Ruins (1996)
- Spam Bake (1998)
- De-Jah Voodoo (2000)
- Presents (2002)
- Chicken and Ribs (2004)
- Bar Coda (2007)
- Best of the IRS Years (2009)
- Soso (2011)